# ZoneMinder
ZoneMinder是一套自由開放原始碼軟體，用來透過閉路電視進行監控，可於Linux與FreeBSD執行，並根據GNU通用公共许可证釋出。
使用者透過以網路為基礎的使用者介面控制ZoneMinder。此應用程式可以使用標準的攝影機（透過擷取卡、USB、FireWire等）或基於IP的攝影機裝置。此軟體有三種操作模式：
- 監控（但不錄影）
- 偵測到動作後進行錄影
- 持續錄影

此應用程式支援同時檢視多個攝影機。它能在偵測到攝影機畫面有變動時開始錄影，並可選取軟體視野內要忽略的範圍。ZoneMinder支援相容ONVIF標準的攝影機。ZoneMinder的缺點除了設定不易，亦對英語以外的其他語言支援有限，且缺乏整理好的安裝與設定文檔。軟體專家Filip Palian在2008年的一份軟體錯誤報告稱，ZoneMinder有安全性漏洞，它允許未經授權遠端控制攝影機。基本的身份驗證（例如Apache上的.htaccess）應可避免這類問題。

## 外部連結
- 官方网站
- GitHub上的ZoneMinder
- Freecode上的ZoneMinder
- SourceForge.net上的ZoneMinder